# J. League
J. Liga (eng. J. League, puno ime: Japan Professional Football League, jap. 日本プロサッカーリーグ Nippon Puro Sakkā Rīgu) je japanska profesionalna nogometna liga. 
Osnovana je 1992. godine. Nadomjestila je dotadašnju Japansku nogometnu ligu (eng. Japan Soccer League) kao najvišu ligu japanskog nogometa, osnovanu 1965. koju su činili amaterski klubovi. 
Sezone 1993. održavno je prvo prvenstvo s deset momčadi sudionica. Godine 2017. J. Liga obuhvaća 54 športska društva s 57 momčadi, podijeljenih u tri divizije. Najviši razred je J1 Liga i jedna je od najuspješnijih azijskih nogometnih liga. Aktualni naslovni pokrovitelj svih triju divizija je koncern životnog osiguranja Meiji Yasuda.
Najviši razred je J1 Liga (jap. J1リーグ, J1 Rīgu). Godine 1999. pokrenuta je druga po jakosti divizija, J2 Liga (J. Liga Divizija 2, jap. Jリーグ・ディビジョン2 J Rīgu Dibijon 2 ili J2リーグ J2 Rīgu)). Treća po jakosti liga J3 Liga (jap. J3リーグ, J3 Rīgu) pokrenuta je 2014. godine.
Najuspješniji klub lige je Kashima Antlers sa sedam naslova prvaka. Prva dva izdanja lige osvojila je momčad Tokyo Verdy.
Predstavnici ove lige (Gamba Osaka i Urawa Red Diamonds) su u dva navrata osvajali treće mjesto na Svjetskom klupskom prvenstvu.

## Vanjske poveznice
- Službene stranice (na japanskom)
- Službene stranice (na engleskom)